# Art of Noise
Art of Noise (česky umění hluku) byla britská avantgardní synthpopová a alternative hip-hopová hudební skupina. Zakládající členové 1983: Trevor Horn, Paul Morley, Anne Dudley, J. J. Jeczalik a Gary Langan.

## Alba
- 1983 : Into Battle with the Art of Noise
- 1984 : Who's Afraid of the Art of Noise?
- 1984 : Beat Box
- 1985 : Daft
- 1986 : In Visible Silence
- 1987 : In No Sense? Nonsense!
- 1989 : Below the Waste
- 1990 : The Ambient Collection
- 1992 : The Best Of Art of Noise
- 1997 : The FON Mixes
- 1999 : The Seduction of Claude Debussy
- 2000 : Reduction
- 2010 : Influence: Hits, Singles, Moments, Treasures...